# Ingvar Rydell
Ingvar Rydell (Jämtland, Suecia, 7 de mayo de 1922-Escania, Suecia, 20 de junio de 2013) fue un jugador de fútbol profesional sueco que jugaba en la demarcación de delantero.

## Biografía
Ingvar Rydell debutó en 1941 a los 21 años con el Malmö FF. Tras cinco años en el club fue cedido durante una temporada al Billingsfors IK. En 1947 volvió al Malmö FF, y tras tres temporadas volvió a ser cedido, esta vez a Italia a la UC Sampdoria. Tras volver al club sueco, Ingvar se retiró en 1953.
Ingvar Rydell falleció el 20 de junio de 2013 en Escania a los 91 años de edad.

## Selección nacional
Además fue convocado con la selección de fútbol de Suecia para jugar la Copa Mundial de Fútbol de 1950, y dos años después para jugar en los Juegos Olímpicos de Helsinki 1952, en los cuales ganó la medalla de bronce.

## Clubes
| Club                     | País   | Año         |
| ------------------------ | ------ | ----------- |
| Malmö FF                 | Suecia | 1941 - 1946 |
| Billingsfors IK (cedido) | Suecia | 1946 - 1947 |
| Malmö FF                 | Suecia | 1947 - 1950 |
| UC Sampdoria (cedido)    | Italia | 1950 - 1951 |
| Malmö FF                 | Suecia | 1951 - 1953 |

## Palmarés
Malmö FF
- Allsvenskan (4): 1943/1944, 1949/1950, 1950/1951, 1952/1953
- Copa de Suecia (5): 1944, 1946, 1947, 1951, 1953
- Máximo goleador de la Allsvenskan (1): 1950